# Palazzo Strozzi
Palazzo Strozzi a Firenze è uno dei più noti palazzi rinascimentali italiani. Di mole imponente (furono distrutti ben 15 edifici per fargli posto), si trova fra le omonime via Strozzi e piazza Strozzi, e via Tornabuoni, con tre grandiosi portali identici, su altrettanti lati. Un lato non decorato si trova sul vicolo degli Strozzi, strada privata fra Tornabuoni e piazza Strozzi, con accesso chiuso da cancelli.
Come ebbe a scrivere Francesco Bocchi, il palazzo «è magnifico, e splendido, e ride in ogni parte in sua nobil grandezza, la quale, come avvisa chi è intendente, per mirabile industria supera qual si voglia edifizio privato, che sia in Italia, o in altro luogo collocato», il che lascia bene intendere come si tratti di uno degli edifici civili più rappresentativi della stagione rinascimentale e capolavoro dell'architettura civile fiorentina. Fu iniziato per volere di Filippo Strozzi, un ricco mercante appartenente a una delle famiglie più facoltose di Firenze, per tradizione ostile alla fazione dei Medici. Il palazzo appare nell'elenco redatto nel 1901 dalla Direzione Generale delle Antichità e Belle Arti, quale edificio monumentale da considerare patrimonio artistico nazionale.

## Storia

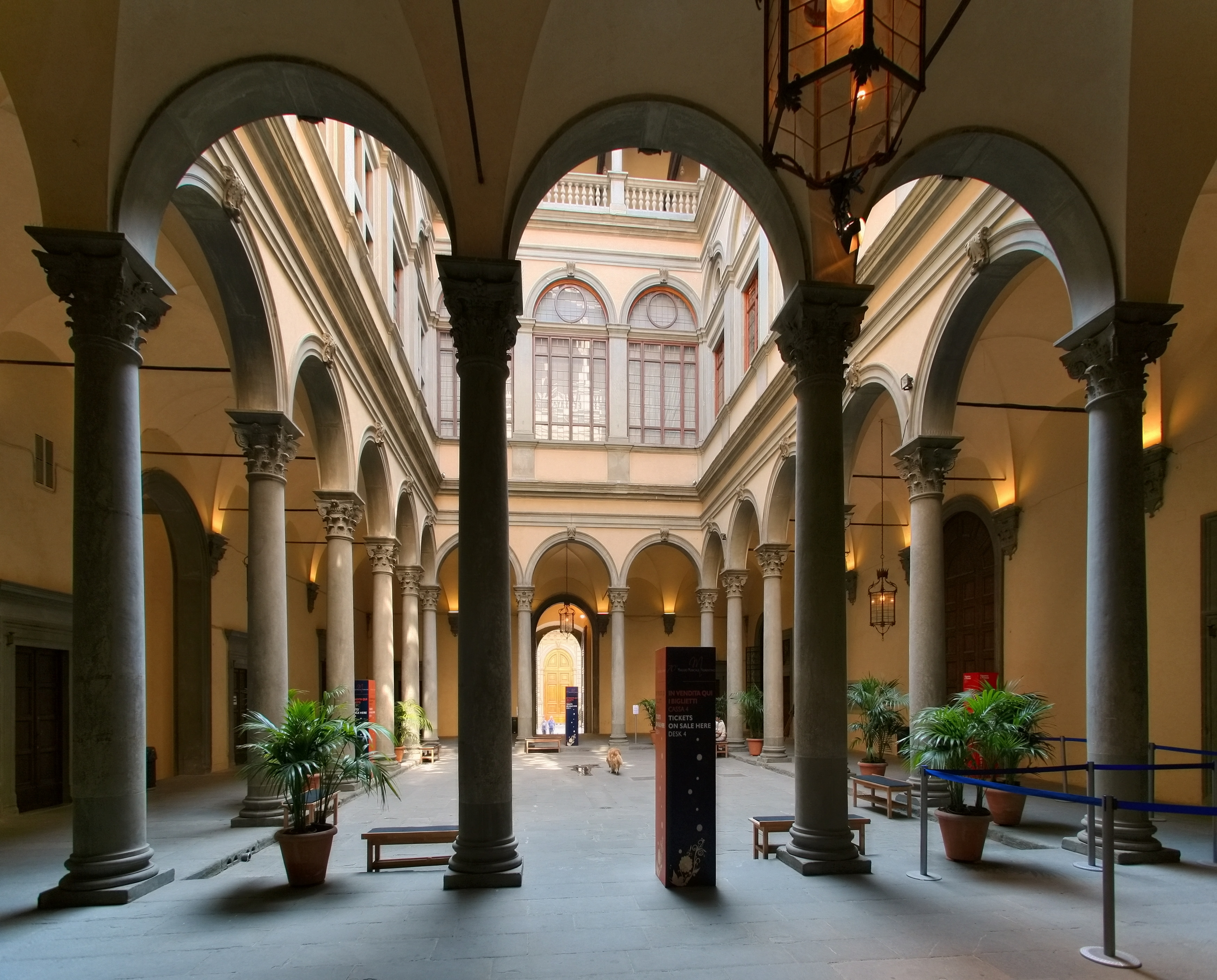
Il cortile di Palazzo Strozzi

### Filippo Strozzi
La famiglia Strozzi era stata esiliata da Firenze nel 1434 per via della sua opposizione ai Medici, ma, grazie alla fortuna accumulata da Filippo Strozzi come banchiere a Napoli, poté fare rientro in città nel 1466, decisa a primeggiare sui propri rivali. Quella di Filippo divenne una vera ossessione, e per anni acquistò e demolì edifici attorno alla sua residenza pur di disporre del terreno necessario per innalzare il più grande palazzo che si fosse mai visto a Firenze.
Tra le case acquistate c'erano quelle di altri Strozzi, di Piero Ardinghelli, di Francesco Rucellai, di Cecca e Niccolò Popoleschi, di Piero Tornaquinci e la torre dei Conti Guidi di Poppi. Si trovava qui inoltre la piazza dei Tornaquinci, dove varie famiglie avevano le proprie torri e logge; solo grazie all'intervento di Lorenzo il Magnifico lo Strozzi poté ottenere i diritti dai proprietari per raddrizzare la linea della piazza e per occupare con il nuovo edificio ogni porzione di strade o interpassaggi che fosse necessaria. L'unica condizione che gli Strozzi subirono fu quella di iniziare i lavori entro un anno dalla ratifica dell'atto notarile (datato 10 aprile 1489) e che la costruzione fosse continuata senza interruzione, pena la confisca.
Giuliano da Sangallo eseguì un modello di Palazzo Strozzi in legno tra il 1489 ed il 1490 (oggi tornato ad essere esposto nel palazzo, in deposito dal Bargello), ma il Vasari attribuì il progetto primitivo a Benedetto da Maiano, architetto preferito di Lorenzo il Magnifico, che tuttavia è probabile che mai diresse i lavori. In ogni caso l'ispirazione fu il palazzo Medici di via Larga di Michelozzo, e il modello di Giuliano risulta molto vicino all'opera eseguita, almeno per quanto riguarda il primo piano.
Con tanto denaro a disposizione, nulla fu lasciato al caso, tanto che furono convocati perfino gli astronomi per decidere quale fosse il giorno più propizio per porre la prima pietra. I lavori ebbero quindi inizio il 6 agosto 1489, ma solo due anni dopo morì Filippo Strozzi (1491).

### Dal Cinquecento

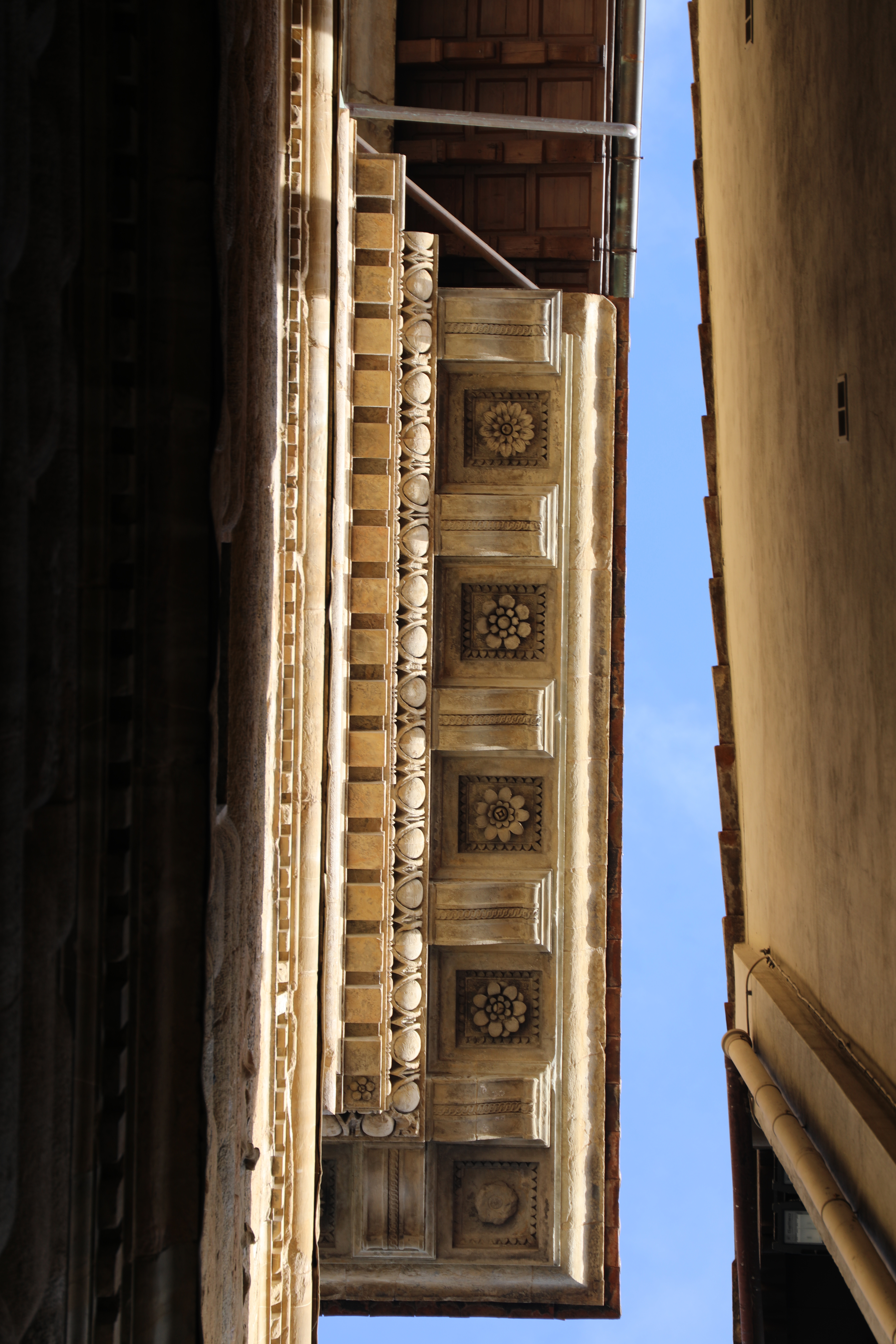
Cornicione interrotto sul vicolo interno

I suoi eredi proseguirono, seppur con difficoltà, nella dispendiosa costruzione del sogno di Filippo.
Il cantiere venne poi seguito da Simone del Pollaiolo, detto il Cronaca, che ebbe libertà di intervenire su quanto progettato fino a questo momento: in particolare quest'ultimo appare come direttore dei lavori dal 1490, quale successore del capomastro Jacopo di Stefano Rosselli, e sicuramente a lui spetta l'ultimo piano concluso da un magnifico cornicione aggettante (1502) e il cortile porticato su quattro lati (1503), rimanendo in carica fino al 31 ottobre 1504, come attestano i documenti dell'epoca. "Il quasi ostentato uso degli stessi motivi, che altrove potrebbe considerarsi monotona ripetizione, rivela lo scopo dell'architetto rivolto più che altro ad esprimere il suo pensiero attraverso il senso della proporzione. E questa proporzione che sembra raggiunta senza sforzo, questo perfetto equilibrio tra pieni e vuoti, fra cornici e bugnature, fra spartizione dei piani e larghezza delle fronti, è il segreto da cui nasce la musicale armonia del cubo di pietra pervaso da una bellezza serena e riposante". Nel 1507 il pian terreno iniziò ad essere abitato.
Dopo varie interruzioni, dovute alle altalenanti condizioni economiche della famiglia, grazie alla fortuna commerciale di Filippo Strozzi il Giovane, ricco banchiere, i lavori furono ripresi nel 1523: in questa fase fu forse soprintendente Baccio d'Agnolo. La parte su via de' Tornabuoni, abbandonata alla terza fila di bozze del secondo finestrato, fu ripresa nell'aprile del 1533 e finita nel 1534-1535. Il cantiere si interruppe definitivamente nel 1538, dopo che lo Strozzi, nemico di Cosimo I, fatto prigioniero a Montemurlo, si suicidò. Rimasero quindi incompiuti la facciata sud e metà del cornicione su via Tornabuoni.
L'edificio fu confiscato dal granduca Cosimo I de' Medici lo stesso anno, e un ritorno della famiglia Strozzi apparve remoto dopo che il figlio di Filippo Strozzi il giovane, Piero, a seguito della definitiva sconfitta nella battaglia di Scannagallo, si rifugiò in Francia (1554). Solo anni dopo il palazzo fu restituito al cardinale Lorenzo Strozzi.
Nel 1638 Gherardo Silvani realizzò la cappella al primo piano e nel 1662 ingrandì lo scalone su via Tornabuoni.

### Otto e Novecento

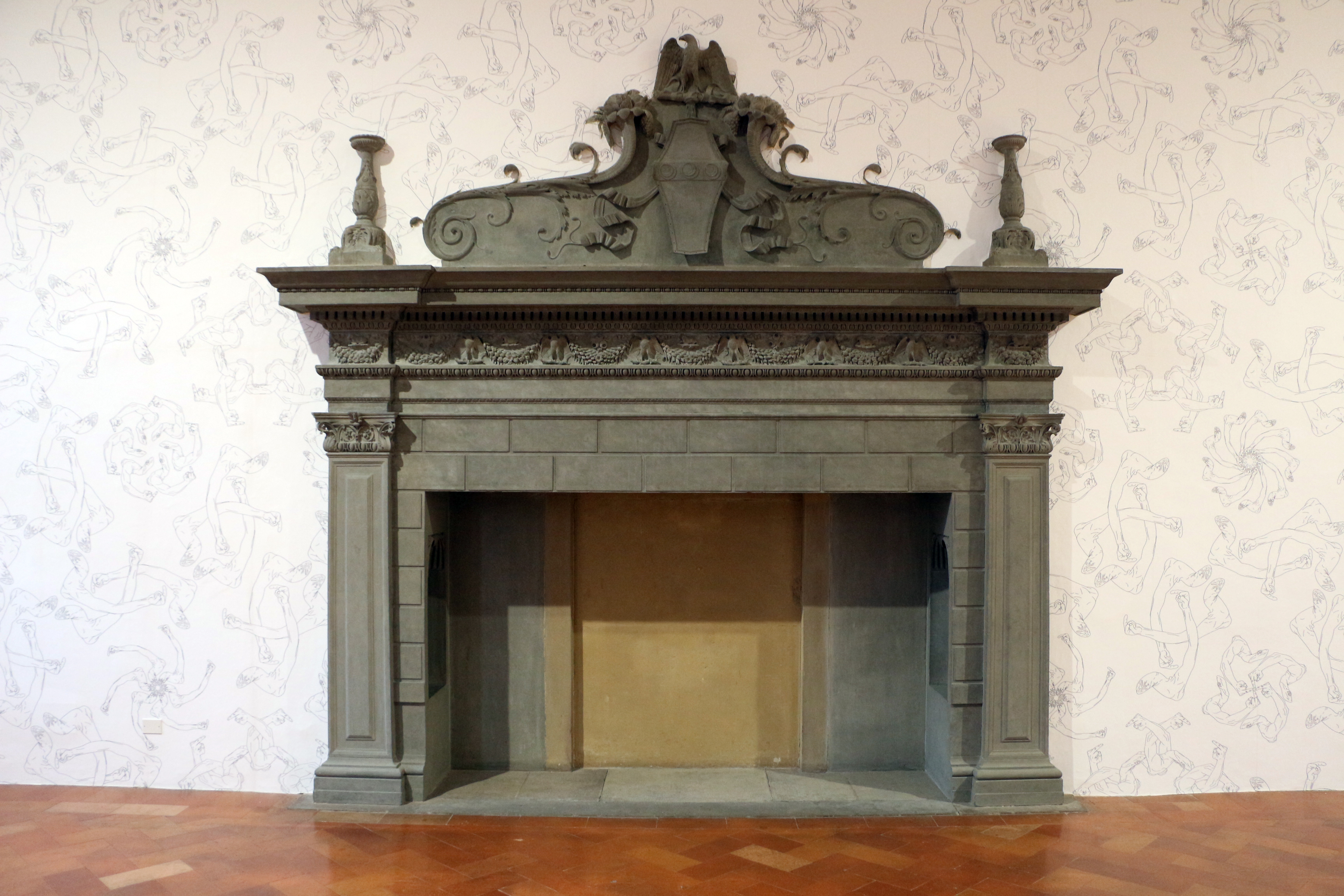
Un camino nel palazzo

Tra il 1863 e il 1865, in concomitanza dell'allargamento e rettificazione delle vie Strozzi e Tornabuoni, il palazzo fu "restaurato", su incarico del principe Ferdinando Strozzi, da Giuseppe Poggi al quale, tra l'altro, si deve la panca di via che corre lungo i tre prospetti della fabbrica. In quell'occasione venne anche riaperto il portone murato su piazza Strozzi e fu collegato il cortile con il livello stradale tramite una rampa, per permettere alle carrozze di accedere al cuore del palazzo.
Altri importanti lavori di risistemazione degli interni (con la totale e spesso arbitraria ricostruzione di molti elementi architettonici antichi) vennero realizzati tra il 1886 e il 1889, promossi da Piero Strozzi e diretti dall'architetto Pietro Berti. Il palazzo rimase alla famiglia Strozzi fino al 28 maggio 1937, quando il principe Roberto lo vendette all'Istituto Nazionale delle Assicurazioni.

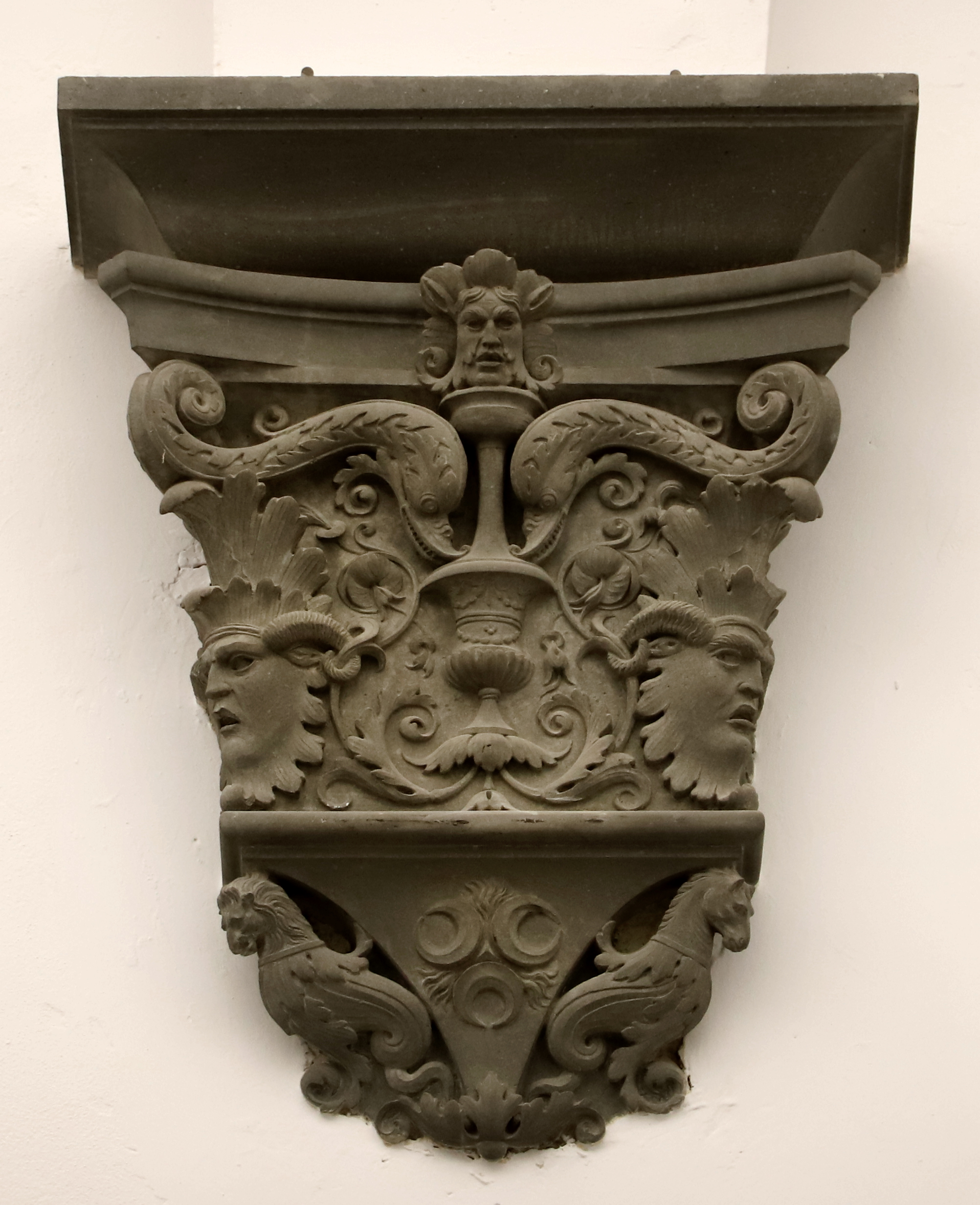
Peduccio con mascheroni di uomo selvatico ed emblemi araldici

La nuova proprietà - accantonato un primo progetto redatto dal giovane architetto Gherardo Bosio - promosse un completo restauro della fabbrica tra il 1938 e l'aprile del 1940, diretto dall'ingegnere Ugo Giovannozzi, coadiuvato dall'ingegnere Gualtiero Cividali e, per il restauro artistico, dal Soprintendente ai monumenti Giovanni Poggi (coordinatore dei lavori l'ingegnere Gino Cipriani dell'INA, principale ditta esecutrice Mugelli Costruzioni). Restauro che negli anni seguenti non mancò di suscitare puntuali critiche, sia per il rifacimento ex novo di capitelli, peducci ed altri elementi lapidei decorati, sia per l'arbitrario completamento del lato sul vicolo e del cornicione su via de' Tornabuoni, replicando simmetricamente la porzione esistente, così come della loggia coperta del terzo piano sempre dal lato di via de' Tornabuoni.
Al 1958 (direzione dell'architetto Guido Morozzi), al 1967 e ancora al 1977 si datano altri interventi di restauro, gli ultimi su progetto e direzione dei lavori dell'architetto Saverio Vella. E ancora, tra il 1995 e il 1996, si procedette a una serie di micro cementazioni armate sugli elementi lapidei delle facciate soggetti a disgregazione.
Successivamente la grande fabbrica fu acquisita dallo Stato (1998) che la cedette in uso al Comune di Firenze (1999). Al 2001 è datato il restauro delle facciate del cortile interno (impresa esecutrice R.A.M.) nell'ambito di un più vasto progetto di interventi di risanamento conservativo ed adeguamento funzionale della struttura su progetto di Marco Baldini, Sandro Useli e Alessandro Parigi.
Attualmente l'edificio ospita alcune importanti istituzioni culturali, tra le quali la Fondazione Palazzo Strozzi, il Centro di Cultura Contemporanea la Strozzina (CCCS), l'Istituto nazionale di Studi sul Rinascimento, l'Istituto italiano di Scienze Umane, e il Gabinetto Scientifico Letterario G.P. Vieusseux (qui dal 1940).

## Descrizione

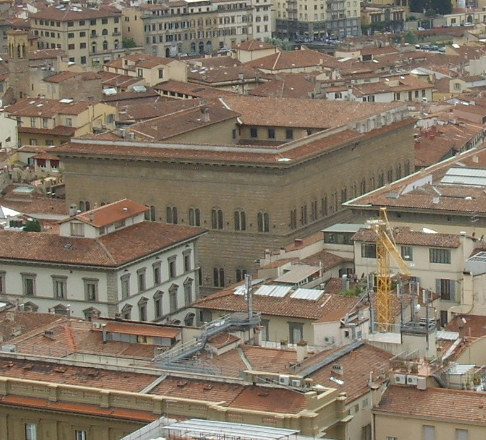
Il corpo cubico del palazzo in una veduta aerea

Il palazzo rappresenta uno dei migliori esempi dell'ideale di dimora signorile del Rinascimento. Fu volontariamente costruito di grandezza superiore del palazzo Medici, dal quale copiò la forma cubica sviluppata su tre piani attorno ad un cortile centrale. Anche la facciata si presenta pressoché identica, fatta eccezione per più uniforme del bugnato, digradante verso l'alto ma con minore differenza di spessore che nel modello. Ciò conferisce all'insieme l'aspetto arcaico di un fortilizio. Al pian terreno si aprono delle finestre rettangolari, mentre ai piani superiori sono presenti due ordini di eleganti bifore, poggianti su cornici marcapiano dentellate. Su ciascuno dei tre lati che danno sulla strada si aprono tre portali ad arco con cornice modanata e internamente liscia, di solenne classicismo.
Intorno al palazzo corre uno zoccolo a panca di via continuo ed è coronato da un possente cornicione, poggiante su un'alta fascia liscia, il quale si interrompe su via Strozzi.
All'esterno si trovano i portafiaccole, le torciere, i portabandiere e gli anelli per i cavalli in ferro battuto, eseguiti tra il 1491 e il 1498 da Niccolò Grosso detto il Caparra su disegno di Benedetto da Maiano. Si tratta del migliore esempio di questa forma artistica, tanto che l'autore venne anche menzionato dal Vasari nelle Vite. Particolarmente pregevoli sono le opere agli spigoli: le lanterne a forma di tempietto e con spuntoni che coronano la celletta a somiglianza, forse a ricordare le cipolle che anticamente davano il nome a piazza Strozzi; i dragoni e le sfingi portafiaccola. Tra le finestre sono bracciali in ferro per fiaccole e stendardi, e in basso i caratteristici ferri da cavallo con emblemi Strozzi (alcuni sostituiti da copie).
Sul vicolo degli Strozzi si trova un tabernacolo con un'immagine dell'Annunciazione dei Servi di Maria, dotato di lampada che anticamente doveva anche illuminare il vicolo di notte. In angolo tra la piazza e la via degli Strozzi si trova poi una targa del 1762 dei Capitani di Parte (che avevano sostituito i Signori Otto nelle funzioni di pubblico controllo) vietante la vendita di alcuni beni nella piazza, pena severe multe.
| GL'ILL:MISS:RICAPITANI DI PARTE DELLA CITTÀ DI FIRENZE IN ESECUZIONE DI BENIGNO RESCRITTO DI S.M.I. DEL DI 6 OTTOBRE 1762.CON IL PRESENTE PUBBLICO EDITTO PROIBISCONO A TUTTI I COCOMERAI POPONAI FRUTTAIUOLI FERRAVECCHI RIVENDITORI E BARULLI E A QUALUNQUE ALTRO GENERE DI PERSONE DI STARE A VENDERE E RIVENDERE FRUTTE PANNI FERRIVECCHI E QUALUNQUE ALTRA SORTE DI ROBE NELLA PIAZZA DEGLI STROZZI SOTTO PENA A'TRASGRESSORI DI LIRE CINQUE PER CIASCUNO E CIASCUNA VOLTA DA APPLICARSI TUTTA AGLI ESECUTORI CHE GLI TROVERANNO IN FRAGRANTI CON PIÙ L'ARBITRIO DEL MAGISTRATO LORO ILL.MO E PER PROVVEDERE AL PUBBLICO SERVIZIO DICHIARANO CHE PER LO SCARICO E CONTRATTAZIONE DE POPONI COCOMERI E ALTRE FRUTTE RESTA DESTINATA LA PIAZZA NUOVA DI S.M.ANOVELLA CHE PER DO USO ED EFFETTO È STATA SURROGATA A QUELLA DEGLI STROZZI. FATTO IN FIRENZE GLI 13 OTTOBRE 1762. URBANO URBANI CANC:RE |

La traslitterazione in italiano corrente è: «Gli illustri Signori Capitani di Parte (Guelfa) della città di Firenze in esecuzione del benigno rescritto di Sua Maestà Imperiale del di 6 ottobre 1762, con il presente pubblico editto proibiscono a tutti i cocomerai, poponai, fruttaiuoli, venditori di ferri vecchi (compravano e rivendevano oggetti di metallo e altro), rivenditori (di roba usata), barulli (piccoli barattieri, ambulanti) e a qualunque altro genere di persone di stare a vendere e rivendere frutta, panni, ferri vecchi e qualunque altra sorte di robe nella piazza degli Strozzi, sotto pena ai trasgressori di lire 5 per ciascuno e per ciascuna volta, a chi sarà trovato in flagranza, con più l'arbitrio del magistrato illustrissimo (per eventuali pene accessorie in casi recidivi o di particolare gravità); e per provvedere al pubblico servizio dichiarano che per lo scarico e contrattazione di poponi, cocomeri e altra frutta resta destinata la piazza Nuova di Santa Maria Novella, che per quest'uso è stata sostituita a quella degli Strozzi. Fatto in Firenze gli 13 ottobre 1762 (da) Urbano Urbani cancelliere». Una copia della targa si trova anche all'angolo con via Monalda.

## Note

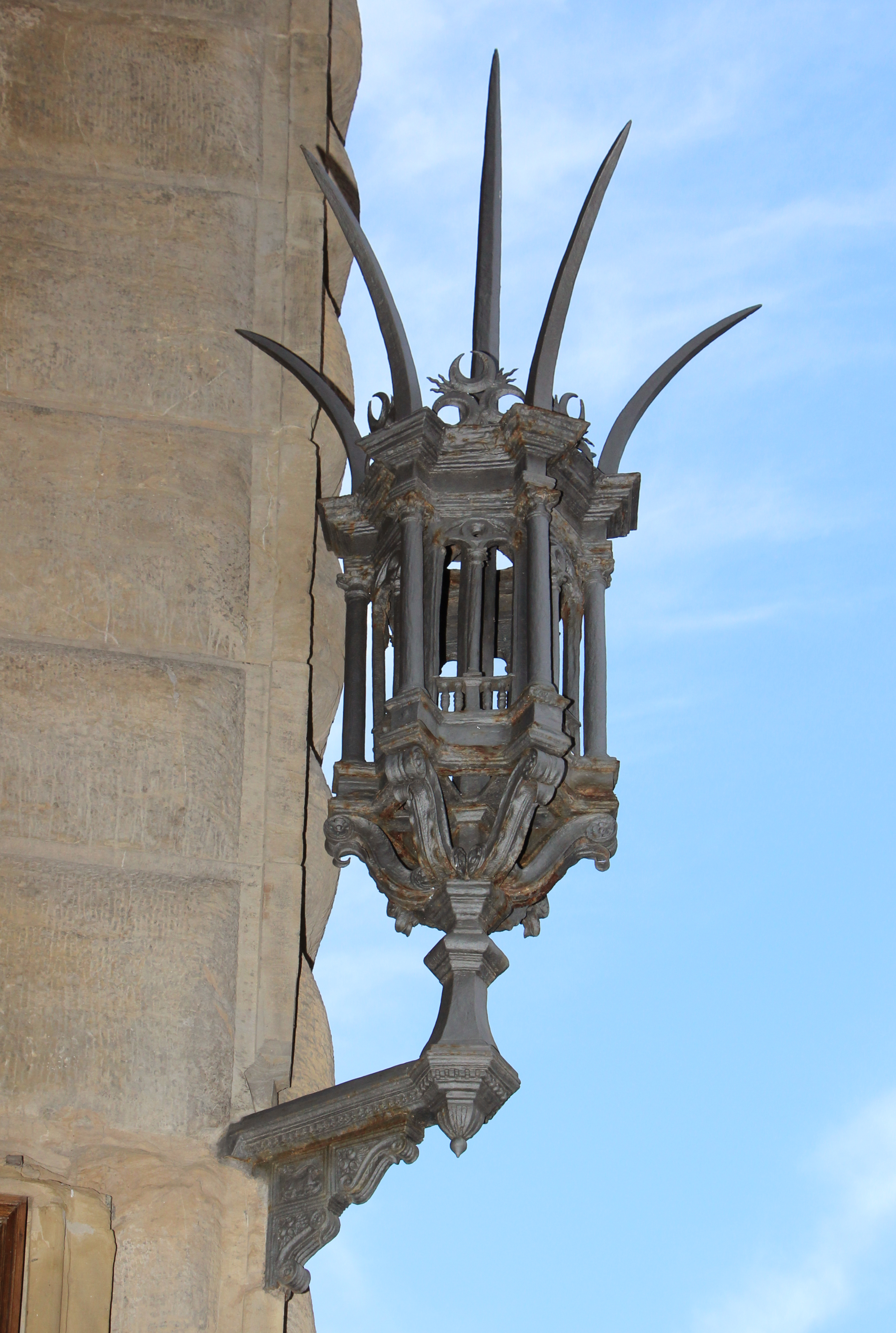
Una lucerna del Caparra

## Bibliografia

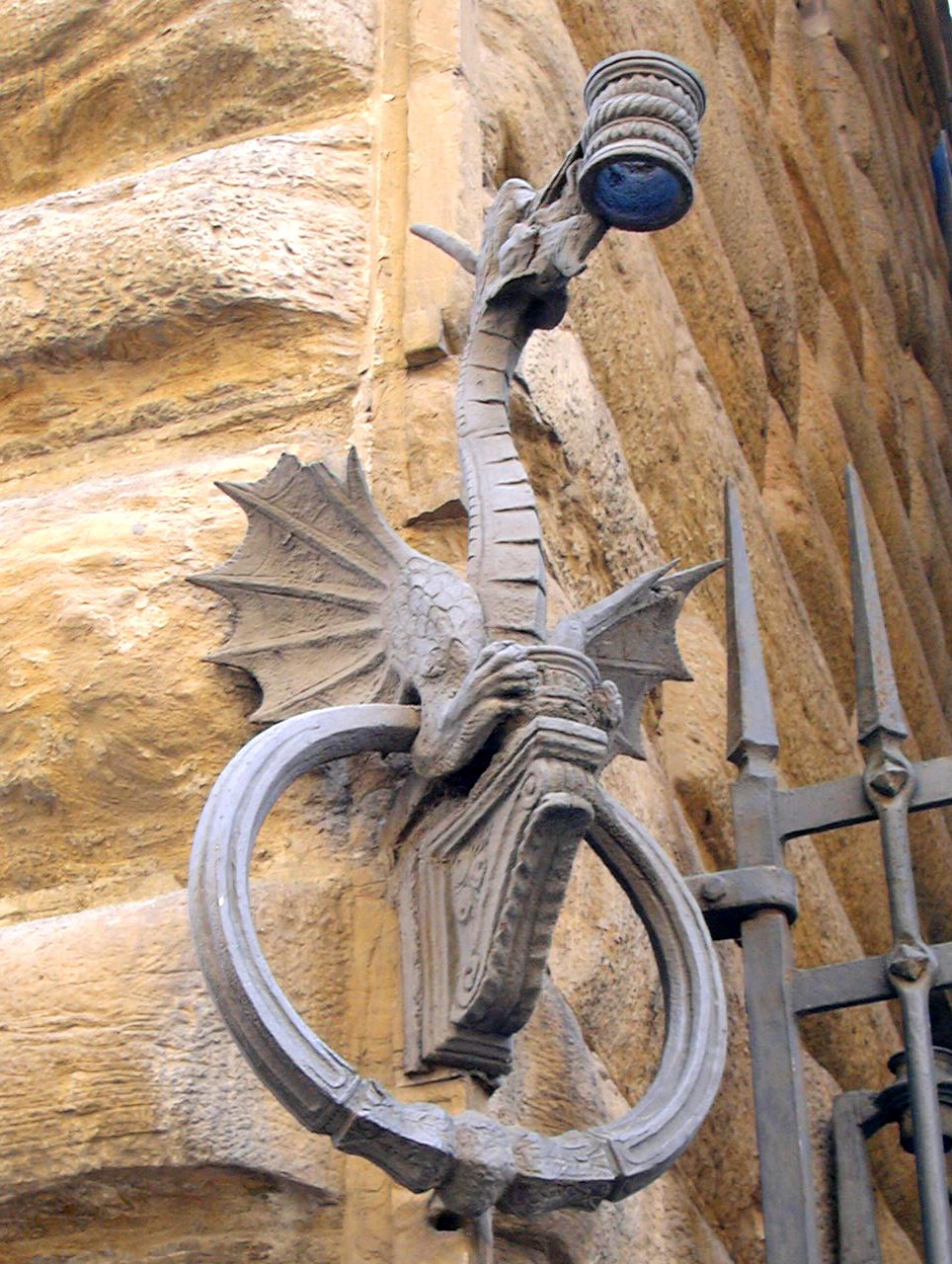
Portafiaccola del Caparra

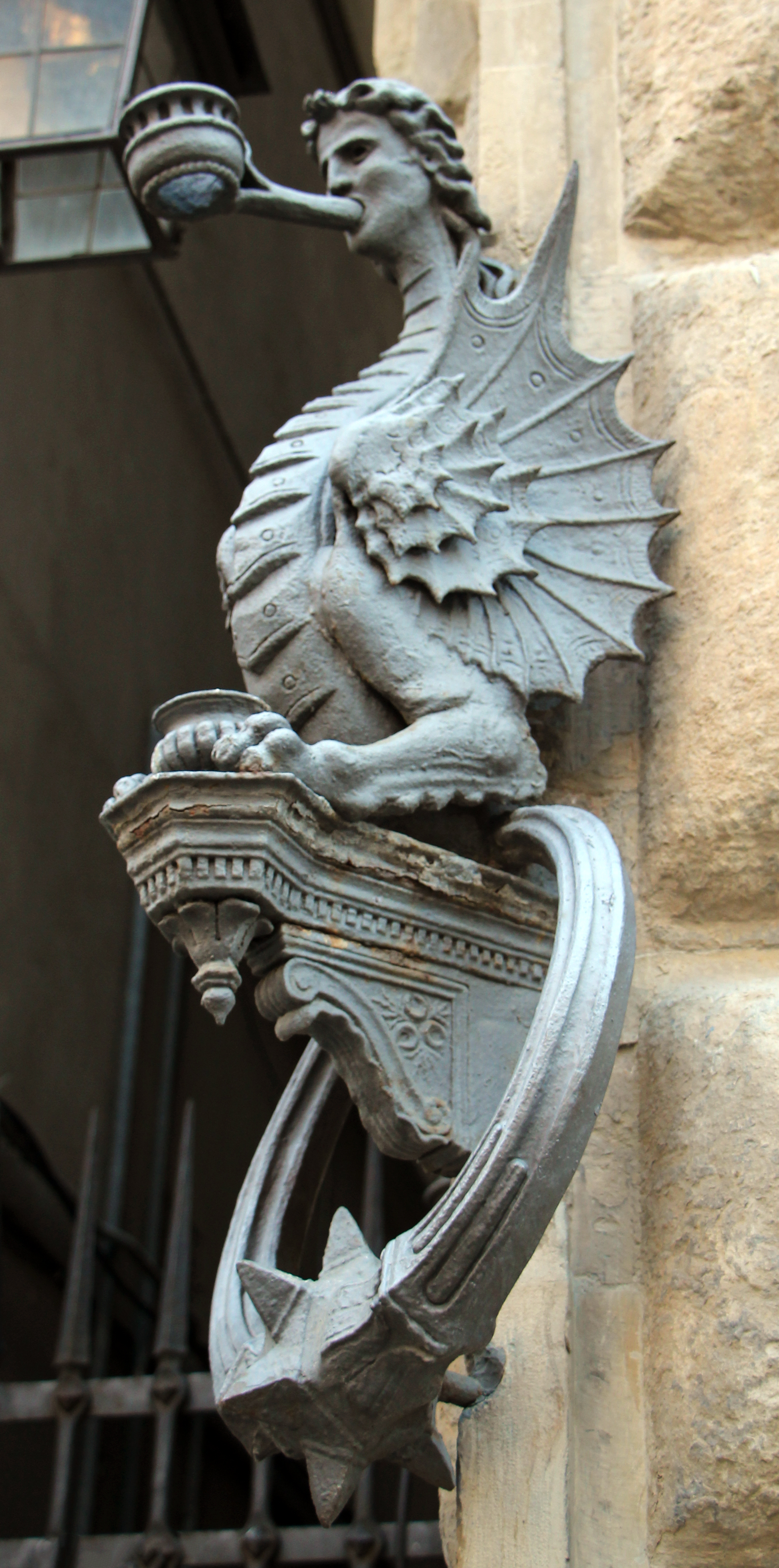
Portafiaccola del Caparra

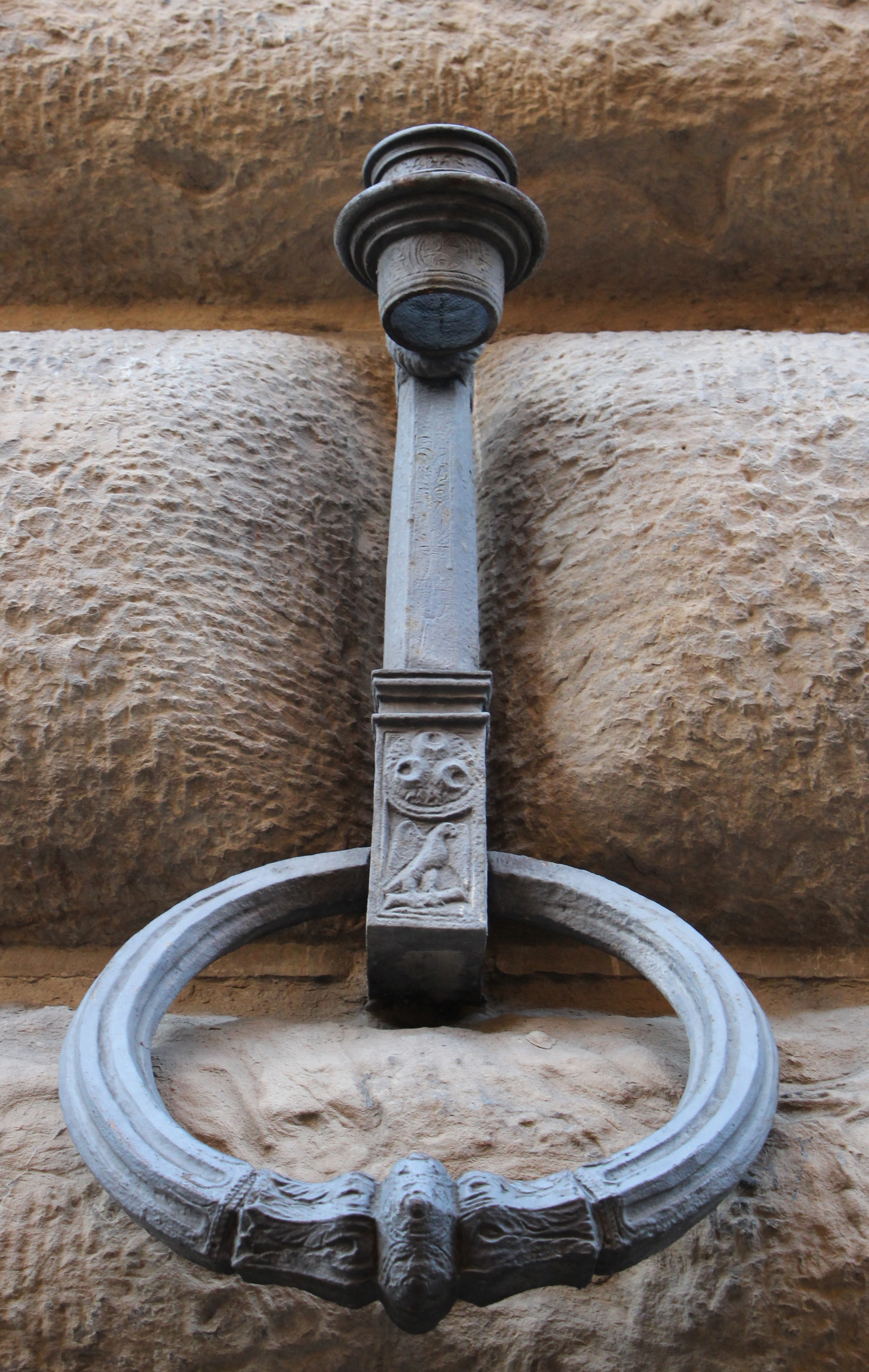
Portabandiera e anello da cavallo con emblema Strozzi

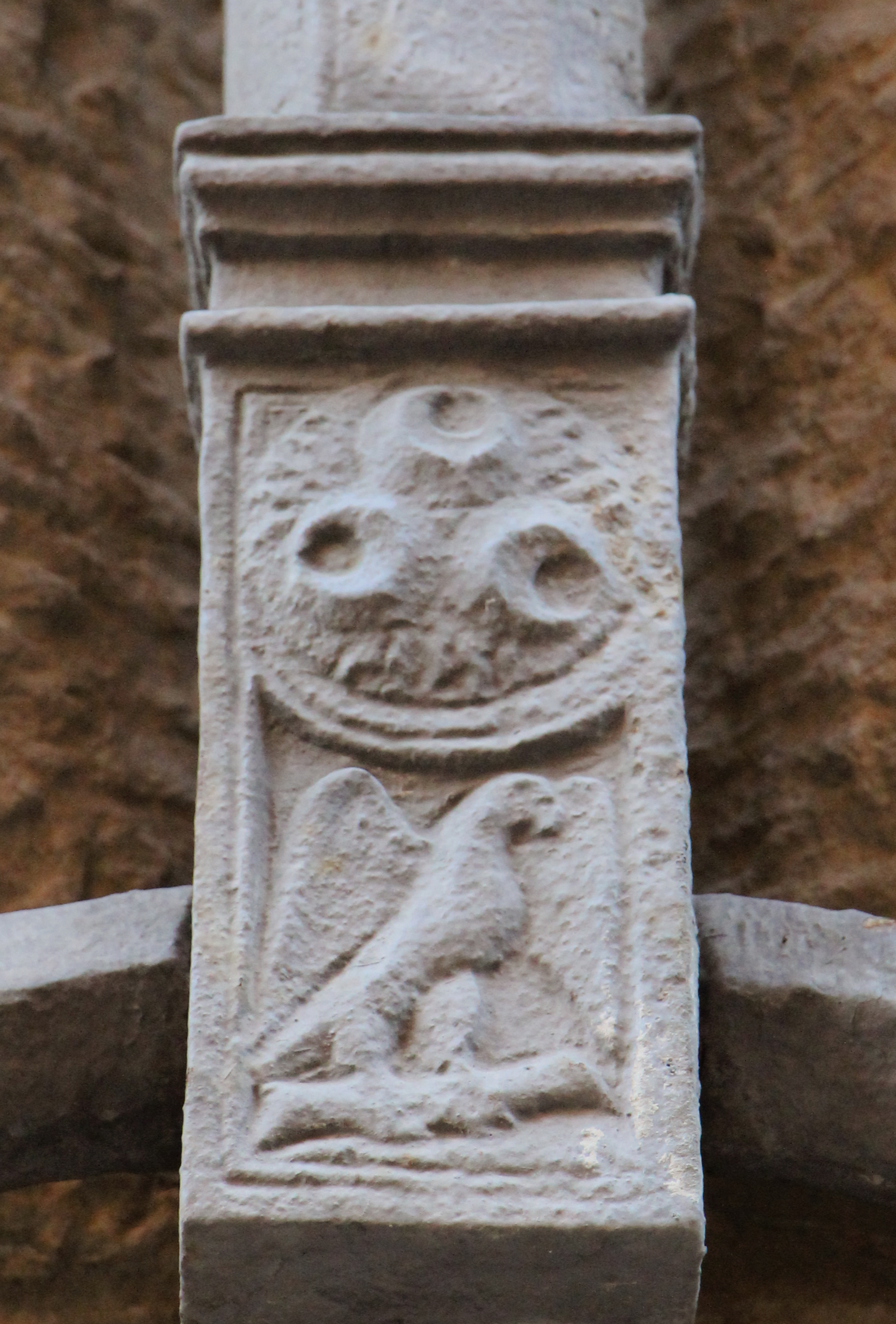
Emblema di Filippo Strozzi il Vecchio, col falcone che si strappa le penne su un ramo di quercia (e il motto Sic [et] Virtus expecto), nei ferri esterni

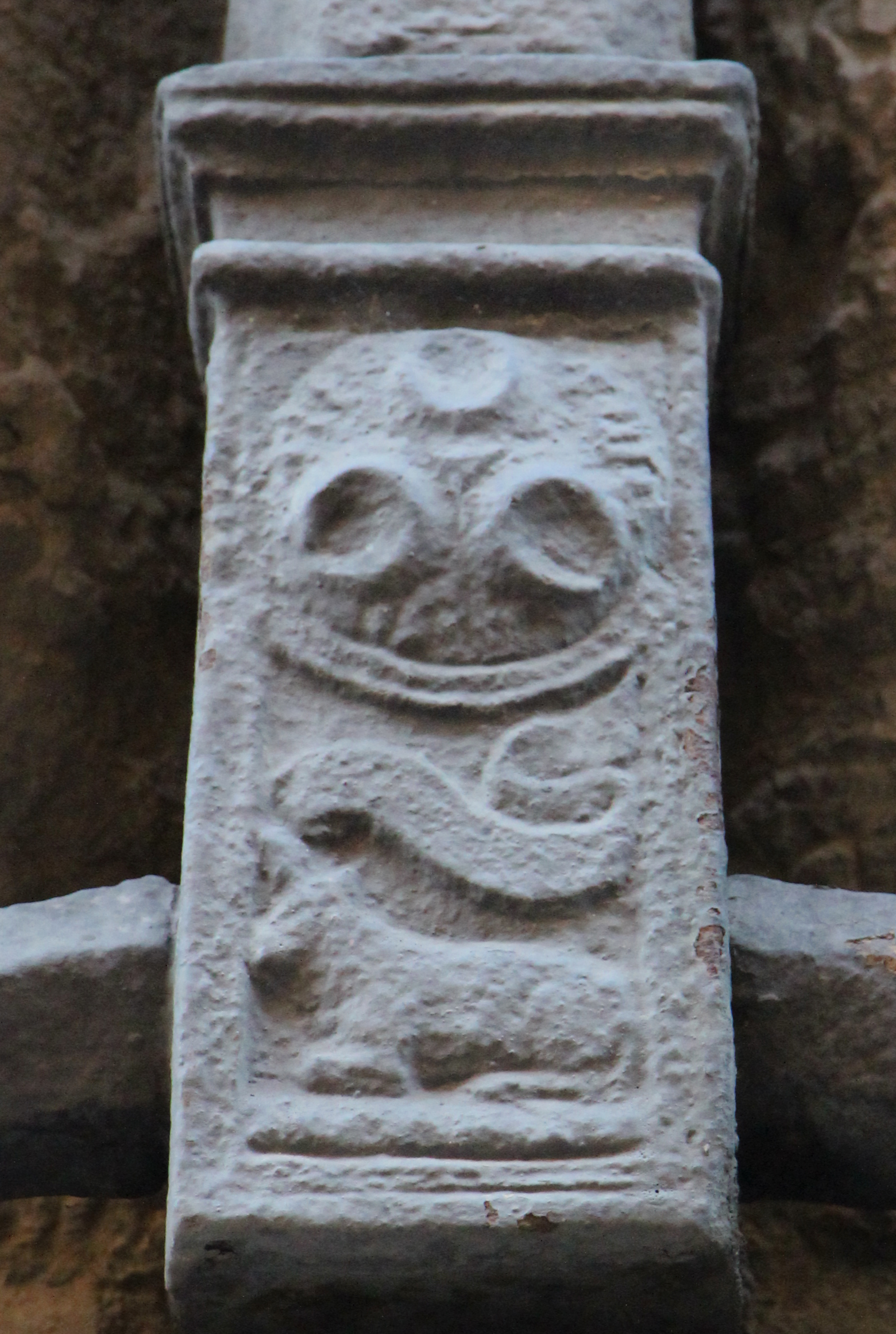
Emblema di Filippo Strozzi il Vecchio, con l'agnello (e il motto Mitis esto), nei ferri esterni